# Notomys aquilo
Notomys aquilo är en däggdjursart som beskrevs av Thomas 1921. Notomys aquilo ingår i släktet hoppråttor, och familjen råttdjur. IUCN kategoriserar arten globalt som starkt hotad. Inga underarter finns listade i Catalogue of Life.
Denna gnagare väger 25 till 50 g. Svansen är betydlig längre än huvud och bål tillsammans och de smala bakfötterna är med en längd av 35 till 40 mm påfallande stora. Dessutom kännetecknas huvudet av stora ögon och öron. Pälsen har på ovansidan en sandbrun färg och undersidan är vit.
Arten förekommer på ön Groote Eylandt och med två mindre populationer på halvön Arnhem Land i norra Australien. Den upptäcktes ursprungligen på Kap Yorkhalvön men där är arten troligen utdöd. Olika expeditioner mellan 1980-talet och 2000-talet hittade inga individer. Notomys aquilo lever i landskap med sandig jord och med ett täcke av hed, buskar eller gräs.
Honor är ungefär 6 veckor dräktig och sedan föds upp till 5 ungar. Individerna är aktiva på natten och gräver underjordiska bon. Vanligen lever en mindre flock i boet. Vid boets ingångar finns mindre sandhögar med materialet som kastades ut. Notomys aquilo äter främst frön som kompletteras med andra växtdelar och ryggradslösa djur.